# Andrezieux Challenger 2005
L'Andrezieux Challenger 2005 è stato un torneo di tennis facente parte della categoria ATP Challenger Series nell'ambito dell'ATP Challenger Series 2005. Il torneo si è giocato a Andrezieux in Francia dal 31 gennaio al 6 febbraio 2005 su campi in cemento indoor.

## Vincitori

### Singolare
Thierry Ascione ha battuto in finale  Stan Wawrinka con il punteggio di 6–1, 6–3

### Doppio
Nicolas Thomann /  Alexander Waske hanno battuto in finale  Robert Lindstedt /  Jean-Claude Scherrer con il punteggio di 7–6(2), 7–6(4)